# Garcia de Viguera
García Ramírez (en basque: Gartzea Ramirez; mort après 1005) est le troisième et le dernier roi de Viguera, de 1002 jusqu'à sa mort après 1005. Il apparaît dans plusieurs chartes à partir de 991 avec son oncle Sanche II, et son frère Sanche Ramírez. On ne sait pas s'il est co-roi ou s'il il prend le pouvoir à Viguera seulement à la mort de son frère, vers 1002. On ne sait que peu de choses sur son règne, entre autres qu'il est marié à une certaine Toda.
García et Toda ont eu deux filles :
- Toda Garcés, connue pour s'être mariée à Fortún Sánchez, qui tenait plusieurs territoires, dont Nájera. Il était frère de lait et familier de Sanche III de Navarre et plus tard ami de son fils García III Sánchez, avec lequel il fut tué à la  Bataille d'Atapuerca en 1054 ;
- Fronilla Garcés. En 1054, elle se déclare fille de García Ramírez et de Toda, et donne toutes ses possessions au Monastère d’Irache.

## Sources
- (en) Cet article est partiellement ou en totalité issu de l’article de Wikipédia en anglais intitulé « García Ramírez of Viguera » (voir la liste des auteurs).
- (es) Alberto Cañada Juste, « Un milenario navarro: Ramiro Garcés, rey de Viguera », Princípe de Viana, no 42,‎ 1982, p. 21–37 (lire en ligne).
- (es) Antonio Ubieto Arteta, « Monarcas navarros olvidados: los reyes de Viguera », Hispania, no X,‎ 1950, p. 8–25.